# 日本海水
株式会社日本海水（にほんかいすい、英: Nihonkaisui CO.,LTD.）は塩や環境関連製品、海苔・ふりかけの製造・販売を行う企業。国内企業で唯一複数の製塩工場を構えており、国内塩のシェア40%以上を占めるリーディングカンパニー。近年は製塩工程で発生する副産物や製塩工場のインフラを活用し、電力事業や農業事業を展開するなど、海水を起点とした新たなビジネスの創出にも取り組んでいる。

## 沿革
2004年10月に、新日本ソルトと赤穂海水が合併して発足した。前身となった企業の沿革も合わせて記す。
新日本ソルト
- 1951年 - 新日本化学工業株式会社を設立。
- 1954年 - 小名浜工場操業開始。
- 1988年 - リードエフ製造販売開始。
- 1995年 - 塩事業、水酸化マグネシウム事業を独立し、新日本ソルト株式会社を設立。
- 1996年 - 旭化成工業（現・旭化成）の100%子会社となる。

赤穂海水
- 1913年 - 赤穂西浜塩業組合を組織。
- 1960年 - 赤穂海水工業株式会社に改組。
- 1965年 - 赤穂海水化学工業株式会社を設立。
- 1989年 - 赤穂海水株式会社に商号変更。
- 1996年 - 新日本ソルトの旭化成子会社化に伴い、旭化成傘下となる（株式：旭化成33.7%、新日本ソルト16.7%）。
- 2002年 - サミットエナジーとの共同出資によりサミット小名浜エスパワーを設立（出資比率：サミットエナジー65%、赤穂海水35%）。

日本海水
- 2004年 - 新日本ソルトが赤穂海水を合併。同時に旭化成から独立し株式会社日本海水に商号変更。
- 2005年
  - 持株会社である株式会社ソルトホールディングスと日本海水が合併。
  - 浦島海苔株式会社を連結子会社化。
- 2006年 - 讃岐塩業株式会社を吸収合併。
- 2007年 - エア・ウォーター株式会社のグループに加わる。
- 2009年 - 株式会社マリン・テックを連結子会社化。
- 2010年 - マリン・テックを経営統合。
- 2011年 - 東日本大震災により小名浜工場が被災[1]。
- 2012年 - 電力事業を発足。
- 2013年 - アクアインテック株式会社を連結子会社化。
- 2013年 - 全国の塩元売業者と共に共同仕入・販売を行う塩業共栄会を発足。
- 2013年 - 株式会社NMソルトと業務提携。
- 2014年 - 赤穂発電所 第1ガスタービン発電設備稼働。
- 2015年 - 浦島海苔を吸収合併。食品・農業事業部を新設し、事業を引き継ぐ。
- 2015年 - 塩製品に関するハラール認証を取得。
- 2015年 - 赤穂発電所 第1バイオマス発電設備稼働。
- 2016年 - 赤穂発電設備がコージェネ大賞を受賞。
- 2016年 - 熊本地震により熊本工場が被災。
- 2016年 - 小名浜工場での塩事業撤退を表明。同敷地に親会社のエア・ウォーターが木質バイオマス発電所を建設することを決定[2]。
- 2019年 - 熊本工場のリニューアル工事が完了。
- 2019年 - 不動産会社であるティーティーエス企画、プラント大手のタクマとの合弁で株式会社日本海水TTS苅田パワーを設立。福岡県苅田町でのバイオマス発電所の建設を発表[3]。
- 2019年 - 赤穂発電所 第2ガスタービン発電設備稼働。
- 2020年 - 健康優良法人2020に認定される。
- 2020年 - 四国水族館開業。
- 2021年 - 簡易株式交換によりエア・ウォーターの完全子会社となる[4]。
- 2021年 - 赤穂発電所 第2バイオマス発電設備稼働
- 2021年 - 神戸ポートミュージアム内水族館「átoa」開業。

## 製塩事業
国内塩の40%以上を生産するリーディングカンパニー。「イオン交換膜法」を実用化し、赤穂工場（兵庫県赤穂市）、讃岐工場（香川県坂出市）でそれぞれの風土や地の利を生かした家庭用塩・業務用塩やにがり、凍結防止剤の製造を行う。
家庭用塩は、「トッピングソルト」や「和の豊塩」、「お塩で減塩」などの自社ブランドのほか、百貨店などのプライベートブランド、契約先のOEM（相手先ブランド生産）などにより、バリエーション豊富な製品の製造を行っている。
業務用塩は、使用目的に合わせた高品質な塩を安定的に提供できることが市場で評価され、醤油、味噌、漬物、水産加工品などの食品加工分野で、多くのメーカーで利用される。
また、ブライン（不凍液・熱媒体）、皮革工業用、家畜の飼料向け、さらには透析溶剤の原料などの医療用にも利用される。
観賞魚用の人工海水塩（商品名：シーライフ）の製造・販売を「マリンテック」のブランド名で行う。

## 環境事業
水酸化マグネシウム事業
海水に含まれるマグネシウムイオンを有効に利用し、水酸化マグネシウム・スラリー（水酸化マグネシウム粒子の混濁液）を生成。安価なアルカリ剤として、排煙脱硫用、排水中和用、工業原料用途など、幅広い用途に使用されている。
リードエフ事業
排水処理・土壌処理に適した高性能吸着剤（商品名：リードエフ）の製造・販売を行う。砒素用、フッ素用、ホウ素用、リン用の4種類がある。
企業や自治体の環境対策が進む中、半導体・ガラス・金属・フッ素製品などの工場から出される排水、地下水・飲料水の処理などに利用される。
また、トンネル工事や地下鉄工事などで掘削された土壌に含まれる有害物質の処理にも利用される。

## 食品事業
海苔
浦島海苔株式会社を吸収合併して農業事業と共に新設された。旧浦島海苔の工場設備を熊本工場（熊本県玉名市）として引き継ぎ、「浦島海苔」のブランド名で同社が行ってきた海苔・お茶漬け・ふりかけ等の各種海苔製品の製造・販売を行っている。
食品添加物
赤穂・讃岐両工場において製塩の過程で発生するにがりを食品添加物「粗製海水塩化マグネシウム」として豆腐凝固剤や食品素材などに用いられる。

## 電力事業
赤穂発電所
イオン交換膜法による製塩は大量の電力と蒸気を必要とし、必要なエネルギーを自社で賄うために国内の製塩各社は大規模な発電設備を保有している。
当社は赤穂工場の発電設備更新に際し、発電用燃料を従来の石炭から木質バイオマスに転換することで、電力の固定価格買い取り制度（FIT制度）を利用した電力の販売を開始した。同設備は天然ガスによる発電設備も付属しており、木質バイオマス発電設備にトラブルがあった場合にも、塩の生産が継続可能な仕組みを構築している。
上述のように再生可能エネルギーを利用した環境配慮型設備であることと、非常時のエネルギー供給を両立するバイオマス発電天然ガス発電融合型電力・蒸気供給システムが評価され、2016年にコージェネ大賞産業部門において優秀賞を受賞している。